# Danmarks Vej- og Bromuseum
Danmarks Vej- og Bromuseum var en museumsinstitution under Transportministeriet. Museet blev oprettet i forbindelse med en trafikaftale, indgået i Folketinget den 5. november 2003. Udstillingen var placeret i udkanten af Holbæk ved siden af det historiske oplevelsescenter Andelslandsbyen Nyvang.
Danmarks Vej- og Bromuseum havde som sit hovedformål at formidle viden om veje og broers kulturhistoriske betydning samt udbrede kendskabet til dansk vej og brobygning. Inden for disse hovedformål var det museets mål at belyse:
- udviklingen i vej- og brobygningsteknik
- udviklingen i vejsystemerne – herunder vejenes udseende, beliggenhed, trafikale anvendelse samt tekniske indretning og udstyr
- vejsektorens historie
- vejenes kulturhistoriske og samfundsmæssige betydning

Museet skulle sikre samlingerne fra det tidligere Danmarks Vejmuseum på Farø, indsamle, registrere og bevare genstande med relation til vej- og brobygningens historie i Danmark samt varetage forskning og formidling inden for området.
Museet blev indviet 21. juni 2011 af transportminister Hans Christian Schmidt.
Transportminister Henrik Dam Kristensen fratog museet driftsbevillingen. Udstillingen lukkede derfor 30. august 2012.